# H/OKa/A3
OKB littera H var två ånglok inom Ostkustbanans AB som användes för att dra persontåg. De var byggda som tvåcylindriga överhettade tenderlok med innerliggande cylindrar och arbetade enkel expansion. Axelföljden var 2'C, d.v.s. en tvåaxlig löphjulsboggi följt av tre kopplade axlar. Inom OKB tilldelades de individnummer 24 och 25. Leverans till OKB ägde rum 1928 och tillverkare var Motala Verkstad AB (MVAB).
Loken övertogs 1933 av Statens Järnvägar (SJ) i samband med att OKB förstatligades och tilldelades SJ:s littera OKa med individnummer 1509 och 1510. År 1942 blev de omlittererade till A3.
Loken avställdes under början av 1960-talet och slopades 1970. Ett H-lok med OKB:s individnummer 24 finns bevarat vid Järnvägsmuseet i Gävle. Innan H.24 övertogs av Järnvägsmuseet var det driftslok vid museiföreningen Ostkustbanans vänner (OKBv) som också stod för lokets renovering.

## Historik

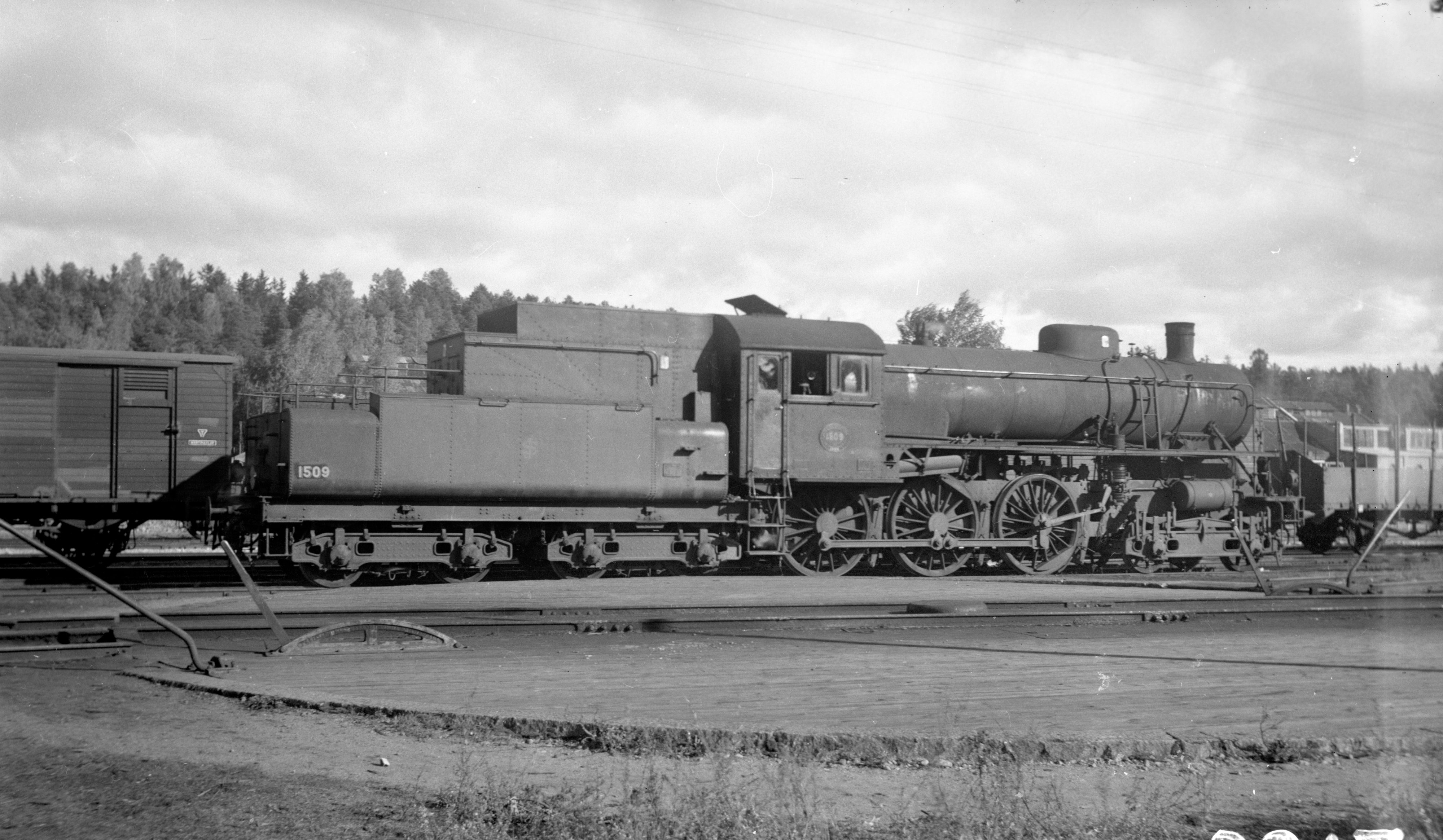
H.24 (A3.1509) med fyraxlig boggitender.
Fotograf: Nils Ahlberg
Järnvägsmuseet KBIA02317.

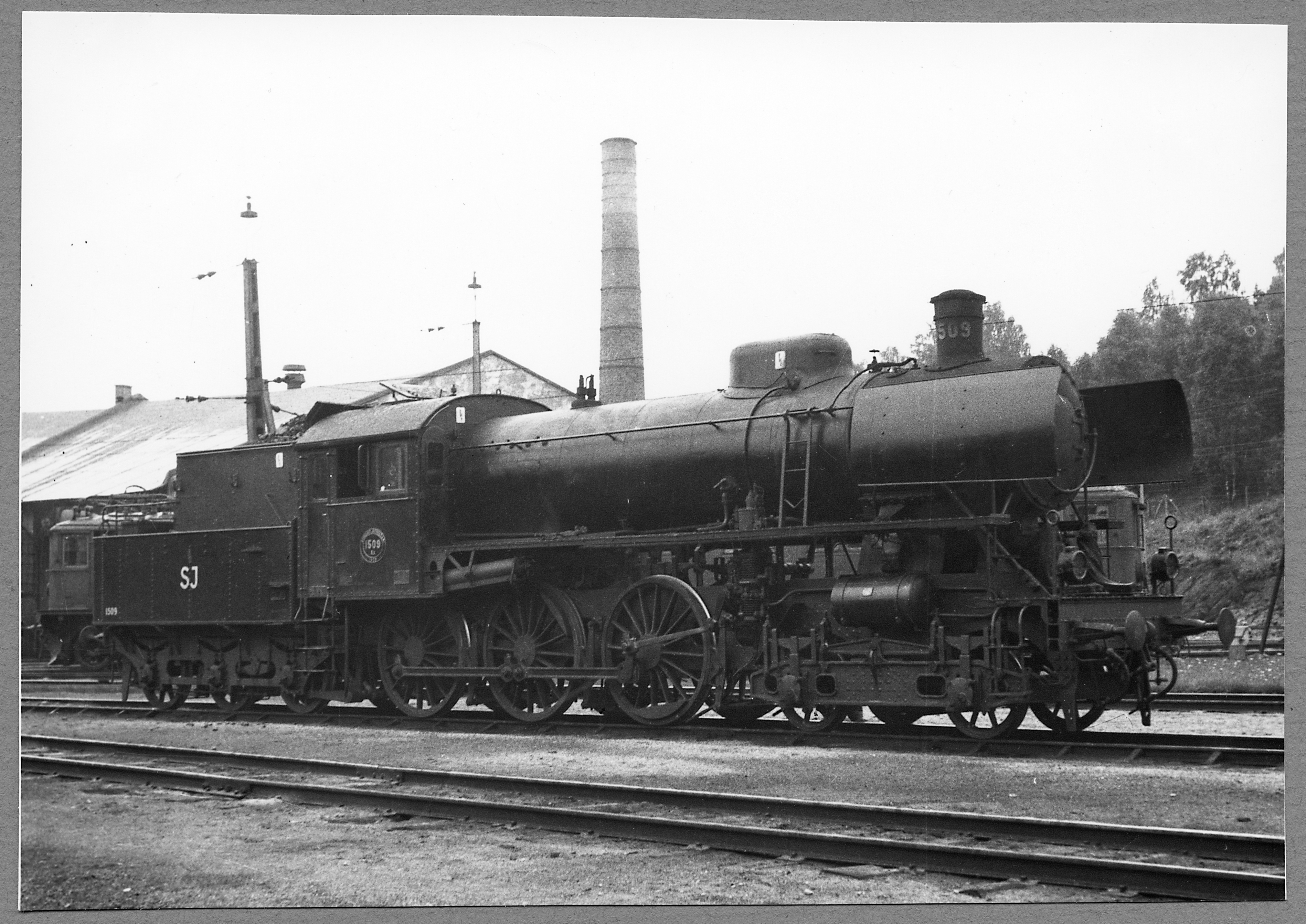
H.24 (A3.1509) med rökskärmar.
Järnvägsmuseet KDAJ08307.jpg.

OKB hade sedan tidigare köpt in fem A-lok och tolv E-lok från SJ. Då man var i behov av ytterligare persontågslok samtidigt som SJ inte kunde avvara fler A-lok bestämde man sig för en nyanskaffning av lok motsvarande de enskilda järnvägarnas H3-lok men med vissa förändringar. Istället för H3-pannor valde man A-pannor då OKB ägde reservpannor av denna typ. A-pannan var något större än H3-pannan och var dessutom konstruerad för att eldstaden skulle vila ovanpå lokramen, där ramen var byggd som ett fackverk, s.k. stavram. H-lokens ram var byggd av plåtar, s.k. plåtram, och av hållfasthetsskäl måste sådana plåtars höjd över urtagen för hjulaxlarnas lagerboxar vara 300-550 mm hög.  Detta gjorde att H-loken fick ett ovanligt högt pannläge, något som inom SJ kom att begränsa lokens tjänstgöringsområde till bl.a. Bohusbanan, Småland och Dalarna. På bilden i faktarutan kan man se den höga plåtramen som det rödmålade partiet mellan hjul och panna.
Löphjulsboggin var byggd på likadant sätt som A-loken där hjullagren låg utanför hjulen till skillnad mot H3-loken. Med utanpåliggande lager blev dessa lättare att komma åt för tillsyn och smörjning. En finess som infördes på H-lokens boggi var ett system för tryckutjämning mellan löpaxlarna som avsevärt minskade risken för urspårning vid ett eventuellt fjäderbrott. I OKB:s kravspecifikation hos Motala Verkstad ingick att varje kopplad axels skentryck inte fick understiga 13,4 ton och inte överstiga 13,6 ton.
Då H-loket skulle klara att vändas på 15 meters vändskivor var fyraxliga boggitendrar littera A uteslutna. Privatjärnvägarnas treaxliga H3-tender skulle innebära nya reservdelar i form av exempelvis axlar och fjädrar vilket stred mot OKB:s policy att standardisera reservdelarna sinsemellan OKB:s olika loktyper. Istället valdes E-lokets treaxliga tender med modifiering så att kolförrådet skulle räcka hela distansen Gävle-Härnösand (301 km). När loken övertogs av SJ fick tendern samma typbeteckning som loken, littera OKa, och i samband med SJ:s nya typbeckningar 1942 blev tendrarna littera A3, precis som loken. Men 1947 ändrades typbeteckningarna för tendrarna separat till littera C2 och buntas då ihop med en mängd andra liknande treaxliga tendrar kopplade till diverse olika loktyper.
Under perioden 1936-1941 var H.24-loket (OKa.1509) tillkopplad till fyraxlig boggitender nr A.1095 och under perioden 1937-1941 var H.25-loket (OKa.1510) tillkopplad till boggitender nr A.1045. Under samma perioder var H-lokens tendrar avställda utan att vara tillkopplade till något lok. Därefter återfick H-loken sina ursprungliga treaxliga tendrar.
Under perioden 1945-1948 var H-loken åter kopplade till A-tendrar; H.24 (A3.1509) med tender A.1317 och H.25 (A3.1510) med tender A.1085. H-lokens treaxliga tendrar var då kopplade till B-lok; H.24-lokets tender var kopplad till B.1430 och H.25-lokets tender var kopplad till B.1387. År 1949 fick H-loken återigen tillbaka sina ursprungliga treaxliga tendrar.
Säkerhetsventilerna på H-loken var enligt Ackermanns system. En finess med dessa var om säkerhetsventilen började blåsa av hade lokpersonalen möjlighet att avbryta avblåsningen genom ett handtag och kunde därmed utnyttja det tillfälliga ångöverskottet till att exempelvis öka ångpådraget i cylindrarna eller fylla på matarvatten i pannan genom att starta de ångdrivna injektorerna.
Under senare år var H-loken utrustade med rökskärmar enligt system Witte.

## Specifikationer
Uppgifterna är hämtade från Normalspåriga ånglok vid Statens Järnvägar, Teknisk Tidskrift, Ångloklära och Särtryck nr 262. Uppgifterna gäller med ursprunglig treaxlig tender.
- Spårvidd: 1435 mm (normalspår)
- Axelanordning (lok): 2'C
- Axelanordning (tender): 3
- Löphjul Ø: 970 mm
- Kopplade hjul Ø: 1720 mm
- Tenderhjul Ø: 1100 mm
- Cylinderantal: 2
- Cylinderdiameter: 520 mm
- Slaglängd: 610 mm
- Slidstyrning: Walschaert
- Slider: Kolvslider Ø 250 mm
- Rostyta: 2,60 m²
- Eldyta, fyrbox: 11,8 m²
- Eldyta, tuber: 122,1 m²
- Eldyta, total: 133,9 m²
- Överhettningsyta: 32,8 m²
- Ångtryck: 12 kg/cm²
- Säkerhetsventil: Ackermann[10]
- Injektor, höger: Gresham storlek 9
- Injektor, vänster: Gresham storlek 10
- Materialvikt, lok: 57,7 ton
- Materialvikt, tender: 14,0 ton
- Tjänstevikt, lok: 63,5 ton
- Tjänstevikt, tender: 34,0 ton
- Adhesionsvikt: 40,5 ton
- Skentryck, lokaxel I: 11,1 ton
- Skentryck, lokaxel II: 11,9 ton
- Skentryck, lokaxel III: 13,5 ton
- Skentryck, lokaxel IV: 13,5 ton
- Skentryck, lokaxel V: 13,5 ton
- Axeltryck, tenderaxel I: 11,5 ton
- Axeltryck, tenderaxel II: 11,5 ton
- Axeltryck, tenderaxel III: 11,1 ton
- Tenderns kolförråd: 6,0 ton
- Tenderns vattenförråd: 14,0 m³
- Hjulbas, lok:  8575 mm
- Hjulbas, tender:  3200 mm
- Hjulbas, lok med tender: 14 190 mm
- Längd över buffertar: 17 700 mm
- Lokbroms: Ångbroms
- Tågbroms: Tryckluft (Knorr)
- Dragkraft (0,65 p): 7,5 ton (73 kN)[g]
- Största tillåten hastighet: 90 km/h

Teknisk Tidskrift angav något avvikande uppgifter för överhettningsytan (32,5 m²), tenders tjänstevikt (34,1 ton) och tenderns vattenförråd (14,1 m³). Ångloklära angav något avvikande uppgifter på de kopplade hjulens diameter (1710 mm), överhettningsytan (32,5 m²) och tenderns vattenförråd (14,1 m³).
Under slutet av 1930-talet och under stora delar av 1940-talet var H-loken tillkopplade till fyraxlig boggitender littera A. Denna tender hade lika stort kolförråd som den treaxliga tendern, men hade ett betydligt större vattenförråd på 20 m³.
Under perioden 1942-1947 var loken utrustade för vedeldning.
När H-loken övertogs av SJ var de utrustade med AGA-gasbelysning. År 1950 byttes gasbelysningen på H.25-loket (A3.1510) till turboelektrisk belysning enligt system Pyle.
För påfyllning av matarvatten i pannan var H-loket utrustad med två ångdrivna injektorer av fabrikatet Gresham; en med storlek nr 9 på höger sida och en med storlek nr 10 på vänster sida. Storlek nr 9 innebar att injektorn hade kapacitet att fylla på 7,5 m³ vatten per timme och storlek nr 10 innebar en kapacitet på 9,3 m³ vatten per timme.

## Indikerad effekt
Tillämpar man beräkning enligt Lokomotivlära utvecklade loket teoretiskt en indikerad effekt på 1104 ihk vid en gynnsammaste hastighet på 91,4 km/h och vid en normal rostansträngning. I faktarutan är värdet avrundat till 1100 ihk. Med normal rostansträngning menas en påeldning av 500 kg stenkol per kvadratmeter rostyta och timme, där stenkolets värmevärde är 7000 kcal/kg. Vid denna rostansträngning och full belastning förbrukade loket teoretiskt 1,3 ton stenkol och 7,7 m³ vatten per timme. Teoretiskt räckte då tenderns kolförråd i 4,6 timmar och vattenförrådet i 1,8 timmar (2,6 timmar med A-tender). Den tillförda effekten blir 9,10 miljoner kcal/h, vilket motsvarar 14390 hk. En hästkraft motsvarar 632,415 kcal/h.

## Teoretiska dragkrafter
Med indikerad effekt avses den effekt som utvecklas vid cylindrarna. Med nyttig effekt och nyttig dragkraft avses den effekt och dragkraft som utvecklas vid drivhjulsperiferin. Tabellerna är beräknade med kalkylprogram och full decimalutveckling varför små avvikelser kan förekomma vid manuell kontrollberäkning.

### Dragkrafter p.g.a. maskinkraften
Tabellen är beräknad enligt Lokomotivlära och gäller vid 75% cylinderfyllning. Uppgifter om H-lokets maximala cylinderfyllning saknas. Värden i kursiv stil kan ej utvecklas fullt ut p.g.a. begränsning i pannans ångbildningsförmåga.
| DRAGKRAFTER P.G.A. MASKINKRAFTEN | DRAGKRAFTER P.G.A. MASKINKRAFTEN | DRAGKRAFTER P.G.A. MASKINKRAFTEN | DRAGKRAFTER P.G.A. MASKINKRAFTEN | DRAGKRAFTER P.G.A. MASKINKRAFTEN | DRAGKRAFTER P.G.A. MASKINKRAFTEN |
| -------------------------------- | -------------------------------- | -------------------------------- | -------------------------------- | -------------------------------- | -------------------------------- |
| Hastighet (km/h)                 | 9,7                              | 19,5                             | 29,2                             | 38,9                             | 48,6                             |
| Varvtal (varv/s)                 | 0,50                             | 1,00                             | 1,50                             | 2,00                             | 2,50                             |
| Indikerad effekt (ihk)           | 320                              | 608                              | 845                              | 1023                             | 1157                             |
| Maskineriets verkningsgrad       | 0,90                             | 0,90                             | 0,90                             | 0,90                             | 0,90                             |
| Nyttig effekt (hk)               | 288                              | 547                              | 760                              | 920                              | 1042                             |
| Nyttig dragkraft (ton)           | 7,98                             | 7,60                             | 7,03                             | 6,39                             | 5,78                             |

### Dragkrafter p.g.a. pannans ångbildningsförmåga
Tabellen är beräknad enligt Lokomotivlära och gäller vid en normal rostansträngning. Värden i kursiv stil kan ej utvecklas fullt ut då maskinkraften vid 75% cylinderfyllning är begränsande. Effektförhållande och maskineriets verkningsgrad är funktioner av hastighetsförhållandet och kan avläsas grafiskt i Lokomotivlära. Cylinderfyllningarna är beräknade med formler i Lokomotivlära.
| DRAGKRAFTER P.G.A. PANNANS ÅNGBILDNINGSFÖRMÅGA | DRAGKRAFTER P.G.A. PANNANS ÅNGBILDNINGSFÖRMÅGA | DRAGKRAFTER P.G.A. PANNANS ÅNGBILDNINGSFÖRMÅGA | DRAGKRAFTER P.G.A. PANNANS ÅNGBILDNINGSFÖRMÅGA | DRAGKRAFTER P.G.A. PANNANS ÅNGBILDNINGSFÖRMÅGA | DRAGKRAFTER P.G.A. PANNANS ÅNGBILDNINGSFÖRMÅGA | DRAGKRAFTER P.G.A. PANNANS ÅNGBILDNINGSFÖRMÅGA | DRAGKRAFTER P.G.A. PANNANS ÅNGBILDNINGSFÖRMÅGA | DRAGKRAFTER P.G.A. PANNANS ÅNGBILDNINGSFÖRMÅGA | DRAGKRAFTER P.G.A. PANNANS ÅNGBILDNINGSFÖRMÅGA | DRAGKRAFTER P.G.A. PANNANS ÅNGBILDNINGSFÖRMÅGA |
| ---------------------------------------------- | ---------------------------------------------- | ---------------------------------------------- | ---------------------------------------------- | ---------------------------------------------- | ---------------------------------------------- | ---------------------------------------------- | ---------------------------------------------- | ---------------------------------------------- | ---------------------------------------------- | ---------------------------------------------- |
| Hastighet (km/h)                               | 18,3                                           | 27,4                                           | 36,6                                           | 45,7                                           | 54,9                                           | 64,0                                           | 73,1                                           | 82,3                                           | 91,4                                           |                                                |
| Varvtal (varv/s)                               | 0,94                                           | 1,41                                           | 1,88                                           | 2,35                                           | 2,82                                           | 3,29                                           | 3,76                                           | 4,23                                           | 4,70                                           |                                                |
| Hastighetsförhållande                          | 0,20                                           | 0,30                                           | 0,40                                           | 0,50                                           | 0,60                                           | 0,70                                           | 0,80                                           | 0,90                                           | 1,00                                           |                                                |
| Effektförhållande                              | 0,617                                          | 0,710                                          | 0,792                                          | 0,857                                          | 0,907                                          | 0,947                                          | 0,975                                          | 0,993                                          | 1,000                                          |                                                |
| Indikerad effekt (ihk)                         | 681                                            | 784                                            | 874                                            | 946                                            | 1001                                           | 1045                                           | 1076                                           | 1096                                           | 1104                                           |                                                |
| Maskineriets verkningsgrad                     | 0,900                                          | 0,895                                          | 0,888                                          | 0,882                                          | 0,874                                          | 0,866                                          | 0,857                                          | 0,846                                          | 0,836                                          |                                                |
| Cylinderfyllning (%)                           | 90,1                                           | 54,8                                           | 41,2                                           | 33,4                                           | 28,1                                           | 24,2                                           | 21,2                                           | 18,7                                           | 16,6                                           |                                                |
| Nyttig effekt (hk)                             | 613                                            | 701                                            | 776                                            | 834                                            | 876                                            | 905                                            | 922                                            | 927                                            | 923                                            |                                                |
| Nyttig dragkraft (ton)                         | 9,05                                           | 6,91                                           | 5,73                                           | 4,93                                           | 4,31                                           | 3,82                                           | 3,41                                           | 3,04                                           | 2,73                                           |                                                |

## Teoretisk dragkraftskurva
Dragkraftskurvan är konstruerad med hjälp av tabellerna ovan. Vid låga hastigheter (<26 km/h) begränsas dragkraftsutvecklingen av maskinkraften vid 75% cylinderfyllning (mörkgrå kurva). Vid höga hastigheter (>26 km/h) begränsas dragkraftsutvecklingen av pannans ångbildningsförmåga (svart kurva). Den mörkgråa kurvan är extrapolerad till 0 km/h med kvadratisk regression.

Enligt diagrammet kunde H-loket teoretiskt utveckla 8,4 tons dragkraft vid det absoluta startögonblicket. För detta krävdes en friktionskoefficient på 0,21. Ånglok kan vid gynnsamma adhesionsförhållanden som bäst nå en friktionskoefficient på ca 0,25 utan att börja slira. Lokomotivlära rekommenderade dock att inte räkna med friktionskoefficienter högre än 0,20 vid trafikplanering för ånglok i syfte att minska risken för slirning. För H-loket skulle det ha inneburit en maximal dragkraft på 8,1 ton upp till 7 km/h enligt diagrammet (ljusgrå kurva). Den nominella dragkraften på 7,5 ton kunde utnyttjas upp till 20 km/h enligt diagrammet och krävde en friktionskoefficient på 0,19.

## Teoretisk effektkurva
Effektkurvorna är konstruerade med hjälp av tabellerna ovan. Vid drivhjulsperiferin var H-loken som mest effektiva vid ca 82 km/h enligt diagrammet. Vid en tillförd effekt på 14390 hk (se Indikerad effekt ovan) blir verkningsgraden som bäst 7,7% vid cylindrarna och 6,4% vid drivhjulsperiferin. Generellt kan ånglok högst uppnå en verkningsgrad på 9%.

## Teoretiska cylinderfyllningar vid olika hastigheter
Diagrammet är konstruerad med hjälp av tabellen ovan. Enligt diagrammet måste cylinderfyllningen minskas till 17% för att loket ska kunna köras vid 90 km/h. Lokomotivlära rekommenderade att inte köra överhettade ånglok med cylinderfyllningar under 20%. Ett betydande mottryck uppstår vid mycket låga cylinderfyllningar p.g.a. en lång kompressionsfas som ökar motståndsarbetet i maskinen. Enligt diagrammet gick H-loken i ca 77 km/h vid 20% cylinderfyllning.